# منظمة التحالف الدولي لمكافحة الإفلات من العقاب
منظمة التحالف الدولي لمكافحة الإفلات من العقاب مسجَّلة دوليًّا، وعضو في المجلس الاقتصادي والاجتماعي للأمم المتحدة، ترأس المنظمة الناشطة اللبنانية في مجال حقوق الإنسان مي الخنساء 
- وفي الأربعاء 10 ديسمبر 2008م رفع حقوقيون وقانونيون من بلدان عدة من بينهم 3 محامين إسبانيين، مع وفد يمثل أمريكا الشمالية وأوروبا والشرق الأوسط وأمريكا الجنوبية ومنظمة التحالف الدولي لمكافحة الإفلات من العقاب المسجَّلة دوليًّا، والعضو في المجلس الاقتصادي والاجتماعي للأمم المتحدة، دعوى قضائية أمام المحكمة الجنائية الدولية في لاهاي ضد حكومة إسرائيل وكبار قادتها السياسيين والعسكريين؛ بتهمة ارتكاب جرائم ضد الإنسانية، وجرائم الحرب والإبادة الجماعية الناجمة عن استمرار الحصار المفروض على قطاع غزة، وتمثل هذه الدعوى أول ملاحقة قانونية لدى المحكمة الجنائية الدولية لكبار القادة الصهاينة، وفي صدارة المُدَّعَى عليهم رئيس الوزراء الإسرائيلي إيهود أولمرت ووزير الدفاع الإسرائيلي إيهود باراك ونائبه ماتان فلنائي ووزير الأمن الداخلي آفي ديختر ورئيس الأركان غابي أشكنازي. وتهدف الدعوى إلى إلزام مكتب المدعي العام للمحكمة الجنائية الدولية «بالتحقيق بالجرائم التي تُرتكب في غزة؛ وفقًا لنصوص المحكمة وما ورد في نظام روما الأساسي».وتقول الناشطة اللبنانية في حقوق الإنسان مي الخنساء رئيسة المنظمة أن الدعوى جاءت بسبب الجرائم البشعة التي يجري ارتكابها بحق أهل غزة، وقالت: «يجب أن نلجأ إلى القضاء لتحصيل الحقوق، وأن نمارس الضغط على دولة الاحتلال؛ كي يعرف العالم أنها كيان إرهابي».[1]